# Jessa

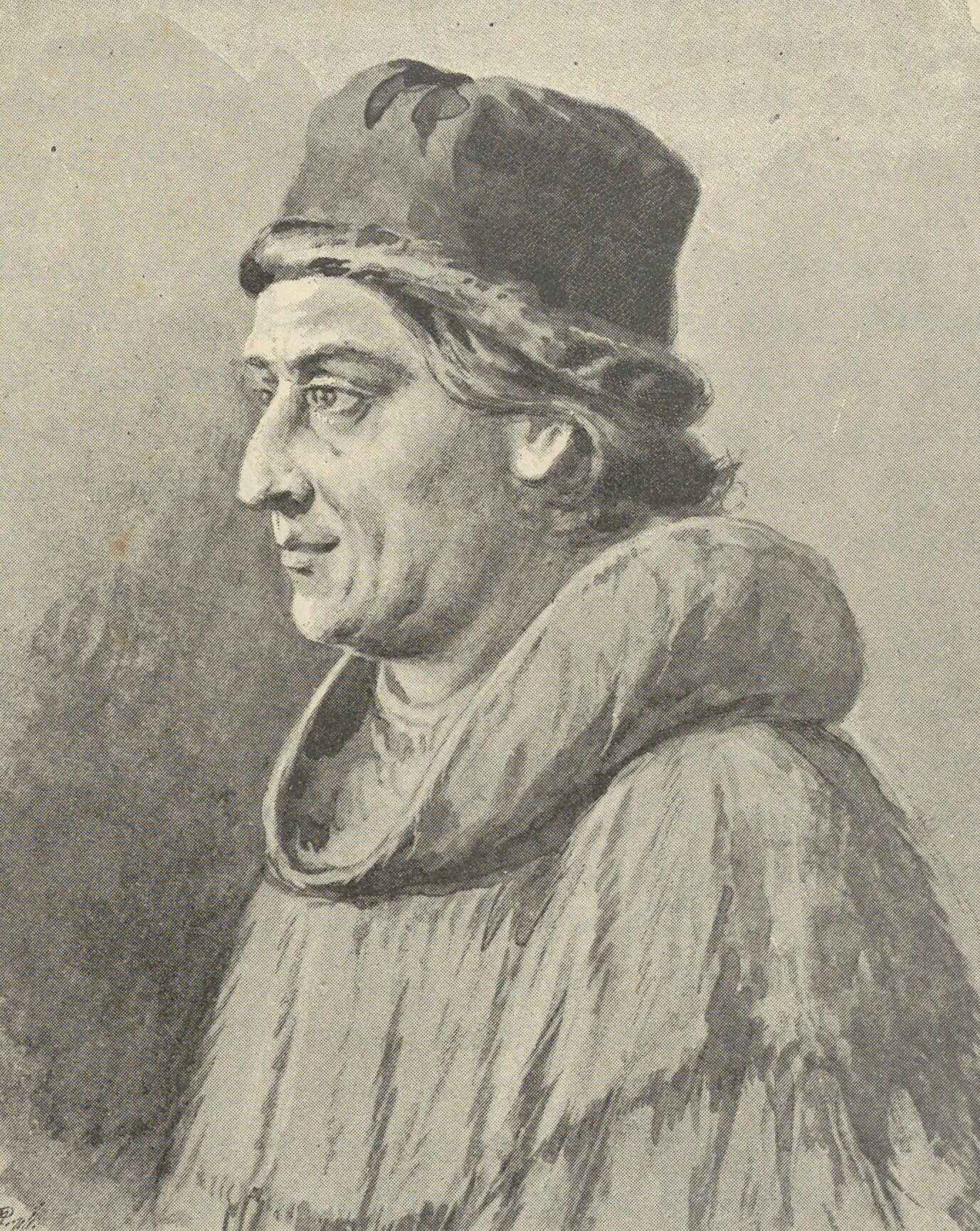
Jan Długosz, autor první zmínky o Jessovi

Jessa je podle raně novověkých kronik, jejichž autenticita je nejistá, polský nejvyšší bůh.

## Prameny
Poprvé je zmiňován kronikou Historiae Polonicae Jana Długosze sepsané v letech 1455–1480:
| „ | Jova ve svém jazyce nazývali Jessem (Yesza) věříce, že od něho jako od nejvyššího z bohů jim přicházela všechna pozemská dobrodiní, jak nepříznivá, tak šťastná. | “ |

Poté je zmiňován, nejspíše inspirován Długoszem, Matěj z Miechova v Chronica Polonorum z roku 1519:
| „ | Jova ve svém jazyce nazývali Jessou (Iessa), tvrdili o něm, že je všemohoucí, všeho je dárcem, vše je schopen učinit neboť všechny věci jsou Jovem naplněné. | “ |

Poslední zmínka pochází z Kroniky Polska, Litvy, Žmudě a celé Rusi Matěje Stryjkowského z roku 1582:
| „ | (…) Jova, kterého nazývali Jessa; toho oslavovali jako všemohoucího a dárce dobra. | “ |

Kromě toho se Jessa objevuje také v obřadních písních z 14. a 15. století zaznamenaných v církevních kázáních a ponaučeních.

## Hypotézy
Aleksander Brückner vykládal slovo Jessa jako pouhou partikuli obřadních písní. Lubor Niederle však upozorňuje, že tento výklad nevysvětluje, proč jej kronikáři a kněží vykládali jako jméno božstva, snahy o bližší identifikaci ale podle něj mohou zůstat pouze na úrovni hypotéz.
Původně však Brückner poukázal na jméno galského boha Esa a na lutickou bohyni války, zmiňovanou Dětmarem, která mohla být právě Jessou. Josef Dobrovský jej měl za božstvo převzatů od Finů či Tatarů, S. Mathusiak jej ztotožnil s Jarovítem.